# Доисторическая Индонезия

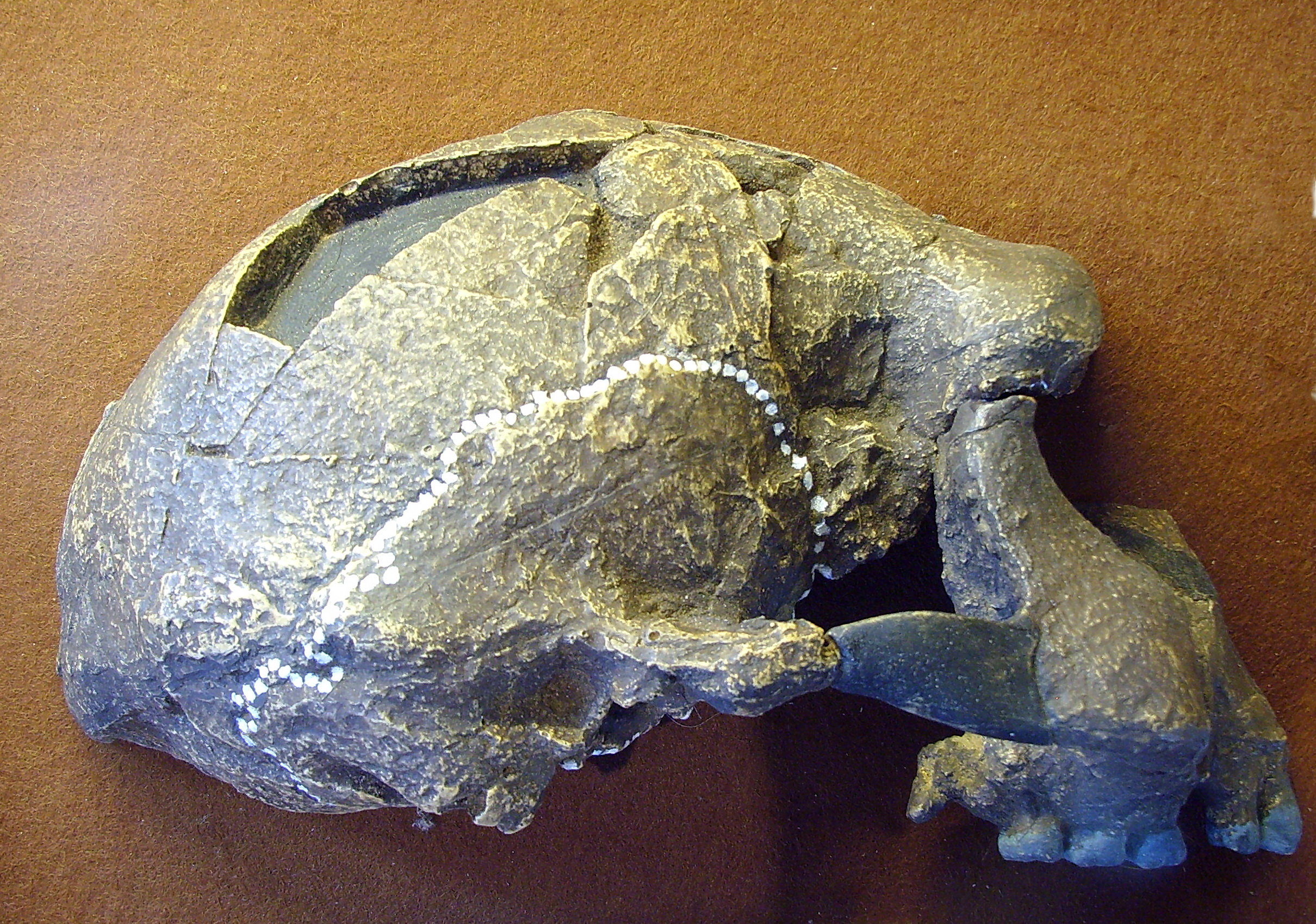
Копия черепа яванского человека, обнаруженного в Сангиране, Центральная Ява.

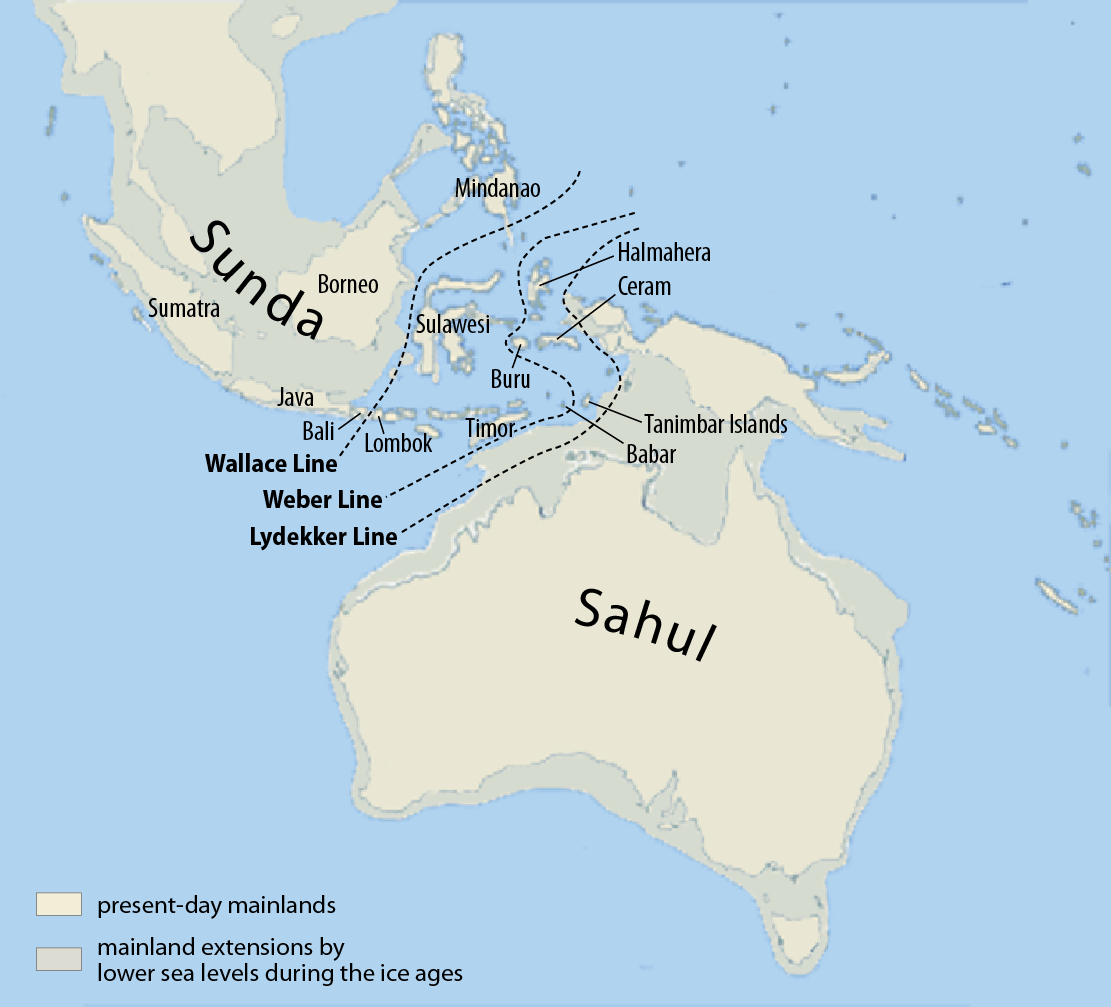
Сахул и Сундаланд во время последнего ледникового максимума, когда уровень моря был на 150 м ниже нынешнего.

Доисторический период истории Индонезии охватывает время с появления на территории, входящей ныне в состав этой островной страны, первых гоминид до формирования здесь первых государственных образований в начале нашей эры.

## Первые гоминиды
В период плейстоцена территория западных островов современной Индонезии (ныне Зондский шельф) длительное время была соединена с азиатским материком, поскольку уровень моря в эпоху последнего ледникового максимума был намного ниже современного. Индонезийский архипелаг образовался в результате потепления после окончания последнего ледникового периода, когда уровень моря поднялся до современного уровня.
Останки Homo erectus, найденные в бассейне реки Глагах (Glagah River) в районе Бумиаю (Bumiayu) в округе Бребес (Brebes Regency) в Центральной Яве (часть позвонка, челюсть и коренной зуб), датируются возрастом 1,8 млн лет назад.
Семь каменных орудий с местонахождения в Калио (Calio) на Сулавеси датируются возрастом от 1,04 до 1,48 млн лет.
Окаменевшие останки разновидности Homo erectus, известные в популярной литературе как питекантроп и явантроп, свидетельствуют, что они появились в Индонезии в период 1 млн — 500 тыс. лет назад. В Сангиране кроме питекантропов возрастом 0,7—1,15 млн лет был найден более крупный мегантроп.
В центре острова Флорес долине реки Соа древнейшие на острове каменные орудия возрастом 1,01—1,026 млн л. н. найдены в Воло Сеге. Орудиям из Танги Тало 906 тыс. лет, 880 тыс. лет — орудиям из Боа Леза и Мата Менге.
На Флоресе в Мата Менге находки окаменелых останков карликовых гоминид датируются возрастом 700 тыс. лет назад.
В Триниле на одной раковине моллюска, датируемой возрастом  540—430 тыс. л. н., был обнаружен процарапанный зигзаг, идущий через всю раковину.
При строительстве короткого канала у реки Соло в Самбунгмачане на Яве было найдено несколько черепов и других костей древних людей возрастом от 100 тыс. до 1 млн лет.
Найденные на острове Сулавеси возле деревни Талепу каменные орудия (отщепы и чопперы) датируются возрастом 118 000 — 194 000 лет назад.
Последние Homo erectus из Нгандонга жили на Яве в период от 117 000 до 108 000 лет назад.

## Средний палеолит
Несколько лет назад на острове Флорес были открыты костные останки, получившие название «флоресский человек» (Homo floresiensis). Это был миниатюрный гоминид высотой не более метра. До настоящего времени остаётся открытым вопрос, является ли флоресский человек отдельным видом, или просто карликовым вариантом яванского человека, с которым он сосуществовал, пока оба не исчезли около 60000 лет назад. Флоресский человек мог изготавливать достаточно сложные орудия труда. Он не был предком современного человека. В 2016 году было установлено, что люди из Лианг Буа — измельчавшие потомки Homo erectus из Мата Менге.

## Верхний палеолит
Два зуба современных людей из пещеры Лида Аджер (Lida Ajer), найденные антропологом Эженом Дюбуа на острове Суматра, датируются возрастом от 63 000 до 73 000 лет назад. Вероятно, на территории Индонезии Homo sapiens какое-то время сосуществовал с флоресским человеком.
Отпечаток руки из Лианг Тевет на Калимантане датируется возрастом 103,3 тыс. л. н., рисунок животного из Лианг Карим — возрастом 82,6 тыс. л. н., отпечаток руки из Лубанг Джерий Салех — возрастом 51,8 тыс. лет назад, но это максимальные даты. В пещере Лубанг Хам наименьшая датировка изображения человека — 0,63 тыс. л. н., отпечатков рук — 9,3 тыс. л. н. В известняковой пещере Лубанг Джерий Салех минимальные даты для отпечатков рук — 16,2—15,7 и 20,9 тыс. л. н., для красновато-оранжевых отпечатков рук — 37,2 тыс. л. н. В пещере Лианг Сара наименьшая датировка для отпечатка руки — 13,6, изображения человека — 14,6 тыс. л. н. Человеческие кости найдены в Гунун Батубули, Киманис.
Наскальный рисунок дикой свиньи, обнаруженный в карстовых пещерах в Маросе и Панкепе признан древнейшим из найденных на Земле предметов живописи. Возраст рисунка из Леанг Тедонгнге, согласно опубликованной в январе 2021 года датировке, составляет не менее 45 500 лет.
Возможно, древнейшее изображение бантенга (40 тыс. л. н.) найдено известняковой пещере Lubang Jeriji Saléh (провинция Восточный Калимантан).
Отпечаток ладони на плейстоценовом памятнике Leang Timpuseng на острове Сулавеси вблизи города Марос имеет минимальный возраст 39,9 тысяч л. н., изображение зверя в Leang Barugayya 2 — 35,7 тыс. л. н., отпечаток ладони в местонахождении Leang Jarie, — 39,4 тыс. л. н., отпечаток руки в Gua Jingwe попадает в диапазон 22,9—27,2 тыс. л. н. Отложения на местонахождении Leang Burung 2 имеют возраст более 35 тыс. лет.
На южном берегу острова Алор в пещере Трон Бон Лей обнаружены останки женщины, жившей 12 тыс. лет назад, захороненной вместе с рыболовными крючками и снастями.
У молодой женщины-охотницы-собирателя из известняковой пещеры Леанг Паннинге на острове Сулавеси (7,3—7,2 тыс. лет до настоящего времени) определили митохондриальную гаплогруппу M. Её предки могли жить на острове Сулавеси ещё до заселения Сахула предками папуасов, австралийских и тасманийских аборигенов — не менее 50 тыс. лет назад.
В период от 5000 до 12000 лет назад охотники и собиратели культуры тоалеа с острова Сулавеси получили собак динго от своих соседей с острова Калимантан. В Австралию динго попали во время миграций австронезийцев примерно 3500 лет назад.
Первоначально Индонезию заселяли носители австралоидной расы, однако около 2000 г. до н. э. они были поглощены более многочисленными монголоидными племенами во время экспансии австронезийцев. Австралоидное население (папуасы) сохранилось лишь на территории Западного Ириана (остров Новая Гвинея), который до недавнего времени развивался в культурном отрыве от индонезийского архипелага.

## Бронзовый век
На острове Кисар к северу от Восточного Тимора найдены памятники наскального искусства, датируемые возрастом 2500 лет назад.
Носители австронезийских языков составляют подавляющее большинство современного населения Индонезии. Вероятно, они прибыли на архипелаг с Индокитая около 2000 г. до н. э. Культура Донг-Шон пришла в Индонезию из Индокитая и принесла с собой обряды и технологии заливных полей, ритуальных погребений буйвола, литья бронзы, мегалитических погребений, а также способ изготовления иката — традиционной индонезийской ткани. Некоторые из этих практик сохранились почти в неизменном виде в ряде регионов Индонезии, в том числе среди батаков на Суматре, тораджей на Сулавеси, и на нескольких из Малых Зондских островов. Ранние австронезийцы были анимистами, почитавшими духов умерших, которые, по их мнению, незримо присутствовали в мире живых.
Идеальные условия для ведения сельского хозяйства и освоение технологии заливных полей не позднее 8 в. до н. э. содействовали возникновению деревень и городов. Возникли небольшие царства, расцвет которых приходится на 1 в. до н. э. Эти царства-вождества (зачастую представлявшие собой не более чем союз нескольких деревень) развивались, сохраняя собственные племенные религии.
Жаркая и равномерная температура Явы, обильные дожди и богатая вулканическим пеплом почва создавали благоприятные условия для культивации риса. Интенсивное сельское хозяйство, основанное на заливных полях, требовало хорошей социальной организации в отличие от тех регионов, где использовался сухой (не заливной) метод культивации злаков.